# East Lynne (film fra 1916)
 For alternative betydninger, se East Lynne. (Se også artikler, som begynder med East Lynne)
East Lynne er en amerikansk stumfilm fra 1916 af Bertram Bracken.

## Medvirkende
- Theda Bara som Lady Isabel Carlisle.
- Ben Deeley som Archibald Carlisle.
- Stuart Holmes som Levison.
- Claire Whitney som Barbara Hare.
- William H. Tooker.